# ماتئوس زاریفیان
ماتئوس زاریفیان (ارمنی: Մատթեոս Զարիֆյան؛ ارمنی غربی: Մատթէոս Զարիֆեան؛ انگلیسی: Matteos Zarifean زادهٔ ۱۶ ژانویهٔ ۱۸۹۴- درگذشته ۹ آوریل ۱۹۲۴)، شاعر اهل ارمنستان بود.

## زندگی‌نامه
وی در ۱۶ ژانویهٔ ۱۸۹۴ در کنستانتینوپل به دنیا آمد. وی برادر Seza بود. در مدرسه بربریان تحصیل نمود و در سال ۱۹۱۳ برای یک سال در آدانا تدریس نمود. در جنگ جهانی اول در ارتش عثمانی خدمت نمود  در سال ۱۹۱۹ به عنوان مترجم برای ارتش بریتانیا فعالیت نمود. و  وی همچنین برندهٔ جوایزی همچون  شده‌است. وی در ۹ آوریل ۱۹۲۴ در سن ۳۰ سالگی در استانبول درگذشت.